# Husum (bei Nienburg)
Husum ist eine Gemeinde im Landkreis Nienburg/Weser in Niedersachsen. Die Gemeinde gehört der Samtgemeinde Mittelweser an, die ihren Verwaltungssitz in der Gemeinde Stolzenau hat.

## Geografie

### Lage
Husum liegt im Naturpark Steinhuder Meer südlich von Nienburg und nördlich des Steinhuder Meeres.

### Gemeindegliederung
Die vier Ortsteile der Gemeinde sind:
- Bolsehle
- Groß Varlingen
- Husum
- Schessinghausen

## Geschichte
Erste urkundliche Erwähnung findet Husum in einer Urkunde aus dem Jahr 1250. Ein Brand vernichtete im Jahr 1774 einen großen Teil des Dorfes sowie das 1250 errichtete Kirchengebäude.
Gemeinsam mit den Orten Bolsehle, Groß Varlingen und Schessinghausen wurde Husum im Zuge der Gebietsreform am 1. März 1974 zur neuen Gemeinde Husum zusammengefasst und in die Samtgemeinde Landesbergen integriert, die wiederum seit 2011 mit dem Flecken Stolzenau die Samtgemeinde Mittelweser bildet.

## Politik

### Gemeinderat
Der Gemeinderat aus Husum setzt sich aus 13 Ratsfrauen und Ratsherren zusammen. Die Ratsmitglieder werden durch eine Kommunalwahl für jeweils fünf Jahre gewählt.
Bei der letzten Kommunalwahl 2021 ergab sich folgende Sitzverteilung:
- CDU: 7 Sitze (+2)
- WG Husum: 3 Sitze (−1)
- SPD: 1 Sitz (−1)
- GRÜNE: 1 Sitz (±0)
- FDP: 1 Sitz (±0)

Die vorherigen Kommunalwahlen ergaben folgende Sitzverteilungen:
| Wahljahr | CDU | WG | SPD | Grüne | FDP | Gesamt   |
| -------- | --- | -- | --- | ----- | --- | -------- |
| 2016     | 5   | 4  | 2   | 1     | 1   | 13 Sitze |

### Bürgermeister
Der ehrenamtliche Bürgermeister Guido Rode wurde am 1. November 2016 gewählt.

### Wappen
Blasonierung: „Über einer Schanze im Schildfuß in verwechselten Farben Gold und Rot, gespalten von Rot und Gold, vorne eine silberne Kirche mit aufgesetztem silbernen Glockenturm, hinten ein schwarzer Pflug.“

## Kultur und Sehenswürdigkeiten
- 5 km nördlich befindet sich der Schlossplatz bei Husum, eine mittelalterliche Wallburg.
- Die um das Jahr 1200 errichtete Kirche wurde im Jahr 1774 durch einen Brand vernichtet. In den Jahren 1776–1778 wurde die St.-Jakobi-Kirche in der heutigen Form neu erbaut.

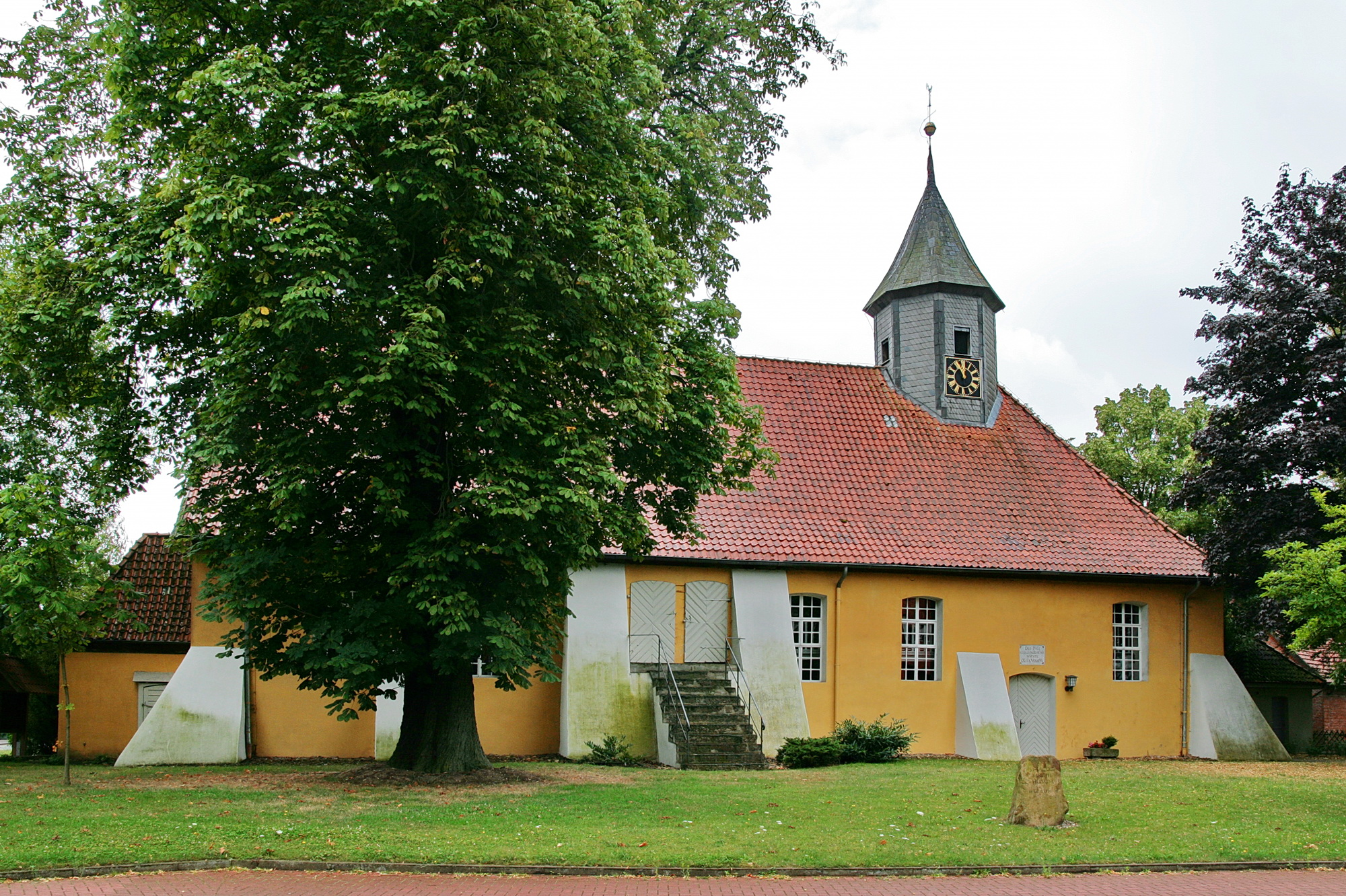
St.-Jacobi-Kirche
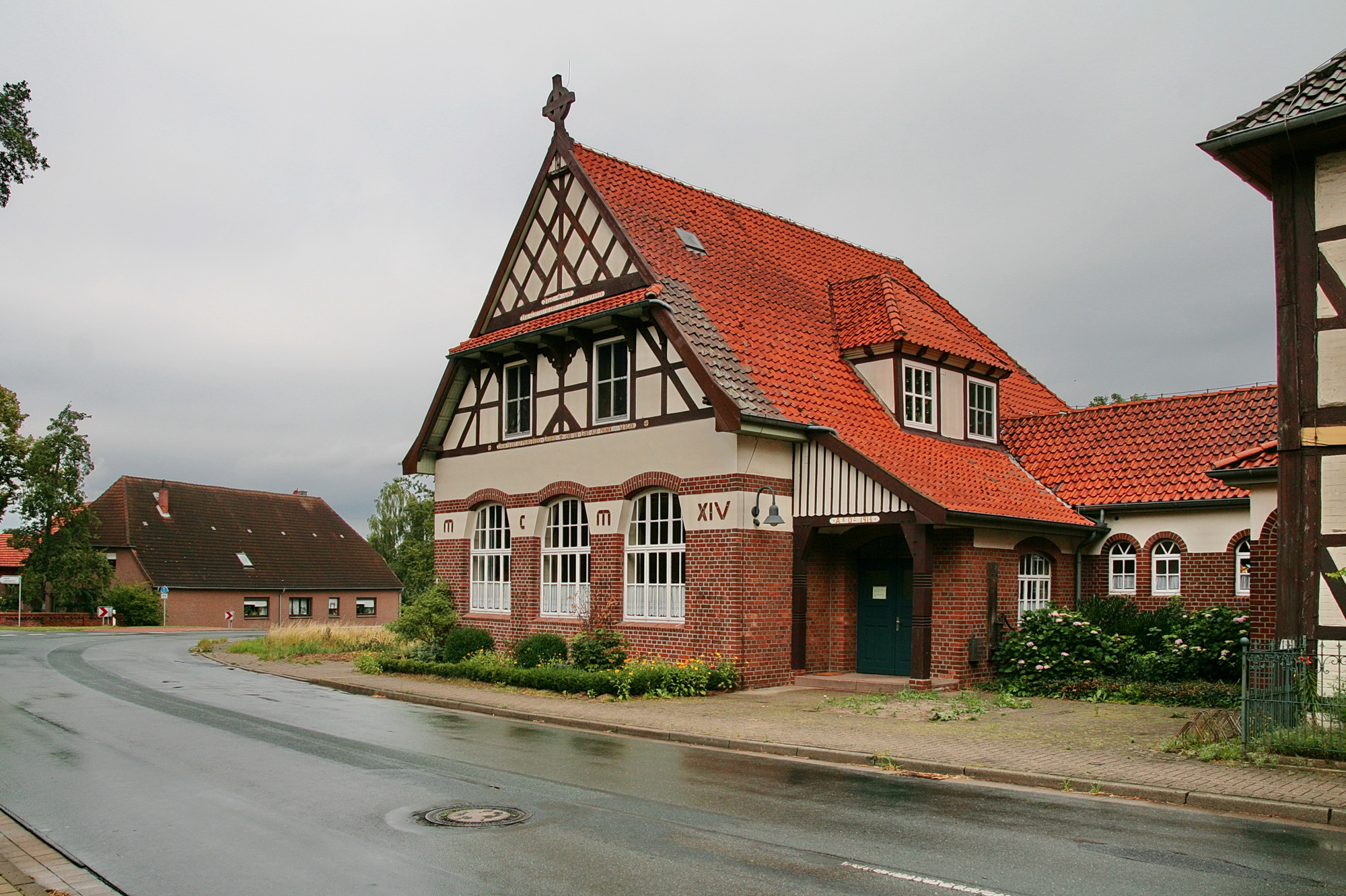
Fachwerkhaus (ev.-luth. Gemeindehaus)

## Wirtschaft und Infrastruktur
Die Gemeinde liegt südlich der Bundesstraße 6 die von Nienburg/Weser nach Hannover führt.

## Söhne und Töchter (Auswahl)
- Ludwig Heinrich Grote (1825–1887), evangelisch-lutherischer Pfarrer und Publizist
- August Block (1877–1956), deutscher Landwirt und Politiker (DP)